# ФК Лада
ФК Лада Тољати је руски фудбалски клуб из Тољатија. Боје су плава и бела и играју у трећем рангу руског фудбала, Другој дивизији.

## Историја
Основани су од аутомобилске компаније ВАЗ под именом Торпедо. Играли су Другу дивизију СССР-а или трећи ранг совјетског фудбала. Преименовани су у садашње име 1988. године. 
Од 1992. до 1993. су играли у другој лиги, а 1994. и 1996. у Премијер лиги. После су играли или у другом или у трећем рангу. Сезоне 2007. су испали због недобијања лиценце за такмичење, иако су били седми од 22 тима у Првој дивизији Русије.

## Тренутни састав тима
| Бр. |        | Позиција | Играч               |
| --- | ------ | -------- | ------------------- |
| 1   | Русија | Г        | Максим Павлов       |
| 2   | Русија | О        | Руслан Шумских      |
| 3   | Русија | С        | Наил Минибајев      |
| 4   | Русија | С        | Алексеј Бурјанов    |
| 5   | Русија | О        | Александр Фролов    |
| 6   | Русија | О        | Никита Головин      |
| 7   | Русија | С        | Кирил Данилин       |
| 8   | Русија | С        | Иља Дериглазов      |
| 9   | Русија | Н        | Константин Кајнов   |
| 10  | Русија | Н        | Рустан Курбанадамов |
| 11  | Русија | С        | Антон Макович       |
| 12  | Русија | Г        | Александр Монов     |
| 13  | Русија | О        | Леонид Петрик       |

| Бр. |        | Позиција | Играч               |
| --- | ------ | -------- | ------------------- |
| 14  | Русија | С        | Алексеј Пустозеров  |
| 17  | Русија | С        | Игор Ришков         |
| 18  | Русија | С        | Александр Смирнов   |
| 19  | Русија | Н        | Максим Токарев      |
| 20  | Русија | Н        | Алексеј Чуравцев    |
| 21  | Русија | С        | Сергеј Додијев      |
| 22  | Русија | С        | Валериј Лобановски  |
| 23  | Русија | Н        | Павел Сафронов      |
| 24  | Русија | Г        | Артјом Свинов       |
| 26  | Русија | Н        | Дмитриј Шчепановски |
| 27  | Русија | О        | Сергеј Волосјан     |

## Познати бивши играчи
- Василиј Жупиков
- Максим Бузникин
- Максим Деменко
- Јевгениј Карлачијов
- Алексеј Бахарев
- Барсег Киракосјан
- Аљаксандар Сулима
- Васо Сепашвили
- Андреј Мирошниченко
- Константин Павличенко
- Максим Шевченко
- Константинс Игошинс
- Неријус Бараса
- Рахматуло Фузаилов
- Чарјар Мухадов
- Јевген Драгунов
- Јуриј Худименко
- Володимир Савченко
- Александр Хвостунов
- Андреј Резанцев
- Генадиј Шарипов
- Максим Шахсик
- Владимир Шишелов